# Andrej Pečnik
Andrej Pečnik (Dravograd, 27 settembre 1981) è un ex calciatore sloveno, di ruolo difensore.

## Palmarès

### Club

#### Competizioni nazionali
- Coppa di Slovacchia: 1

Slovan Bratislava: 2010-2011
- Campionato slovacco: 1

Slovan Bratislava: 2010-2011

## Statistiche

### Cronologia presenze e reti in nazionale
| Cronologia completa delle presenze e delle reti in nazionale ― Slovenia | Cronologia completa delle presenze e delle reti in nazionale ― Slovenia | Cronologia completa delle presenze e delle reti in nazionale ― Slovenia | Cronologia completa delle presenze e delle reti in nazionale ― Slovenia | Cronologia completa delle presenze e delle reti in nazionale ― Slovenia | Cronologia completa delle presenze e delle reti in nazionale ― Slovenia | Cronologia completa delle presenze e delle reti in nazionale ― Slovenia | Cronologia completa delle presenze e delle reti in nazionale ― Slovenia |
| Data                                                                    | Città                                                                   | In casa                                                                 | Risultato                                                               | Ospiti                                                                  | Competizione                                                            | Reti                                                                    | Note                                                                    |
| ----------------------------------------------------------------------- | ----------------------------------------------------------------------- | ----------------------------------------------------------------------- | ----------------------------------------------------------------------- | ----------------------------------------------------------------------- | ----------------------------------------------------------------------- | ----------------------------------------------------------------------- | ----------------------------------------------------------------------- |
| 17-8-2005                                                               | Swansea                                                                 | Galles                                                                  | 0 – 0                                                                   | Slovenia                                                                | Amichevole                                                              | -                                                                       | 87’                                                                     |
| 7-9-2005                                                                | Chișinău                                                                | Moldavia                                                                | 1 – 2                                                                   | Slovenia                                                                | Qual. Mondiali 2006                                                     | -                                                                       | 46’                                                                     |
| 12-10-2005                                                              | Celje                                                                   | Slovenia                                                                | 0 – 3                                                                   | Scozia                                                                  | Qual. Mondiali 2006                                                     | -                                                                       | 25’ 58’                                                                 |
| 1-3-2006                                                                | Larnaca                                                                 | Romania                                                                 | 2 – 0                                                                   | Slovenia                                                                | Amichevole                                                              | -                                                                       | 57’                                                                     |
| Totale                                                                  |                                                                         | Presenze                                                                | 4                                                                       |                                                                         | Reti                                                                    | 0                                                                       |                                                                         |